# Flusser (Schiff, 1920)
Die USS Flusser (DD-289) war ein Zerstörer der Clemson-Klasse. Der nach dem Ersten Weltkrieg fertiggestellte Zerstörer war das dritte Schiff der U.S. Navy, das nach Charles Williamson Flusser (1832–1864) benannt wurde. Nach einem 1864 gekaperten Schoner, der nur als Kohlenhulk genutzt wurde, hatte von 1909 bis 1919 ein Zerstörer der Smith-Klasse mit der Kennung DD-20 den Namen geführt.

## Geschichte des Schiffes
Die meisten Aufträge für den Bau von Zerstörern der Clemson-Klasse ergingen am 6. Oktober 1917. Die gerade gebildete Bethlehem Shipbuilding Corporation erhielt Aufträge für 85 Zerstörer dieses Typs. Die Zerstörer mit den Kennungen DD-251 bis 260 entstanden auf dem zum Konzern gehörenden Fore River Shipyard in Quincy (Massachusetts), für die folgenden Zerstörer mit den Kennungen DD-261 bis 295 entstand die neue Victory Destroyer Plant als Zerstörer-Spezialwerft, um Fore River zu entlasten. Auch die folgenden 40 Zerstörer DD-296 bis 335 entstanden im Konzern, aber an der Westküste bei den Union Iron Works in San Francisco.

Die Kiellegung der Flusser begann am 21. Juli 1919 und der Stapellauf erfolgte dank vieler vorgefertigter Teile bereits am 7. November 1919. Am 25. Februar 1920 wurde der neue Zerstörer dann in Dienst gestellt.

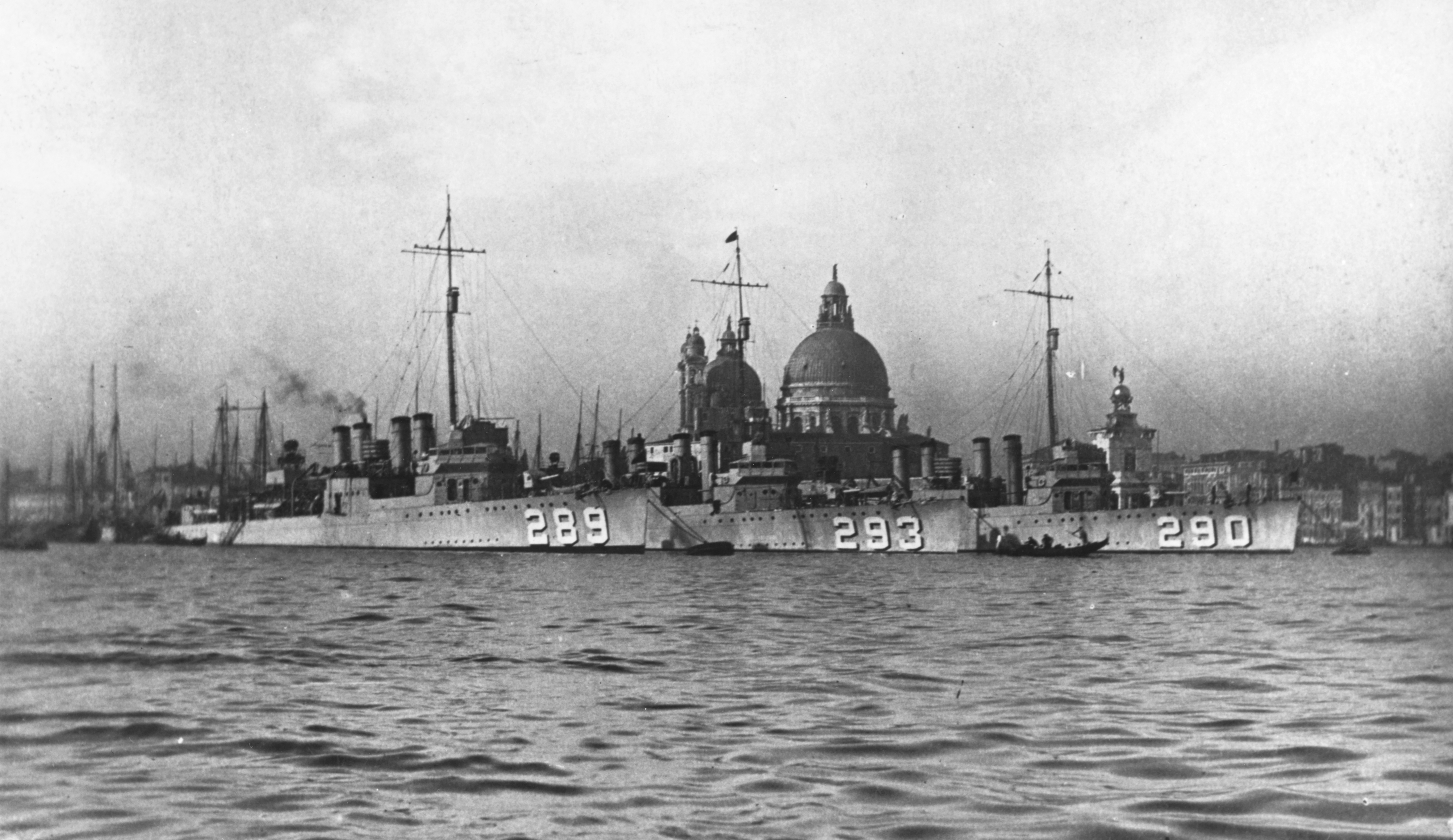
Flusser mit Billingsley und Dale in Venedig

Nach ihrer Indienststellung wurde der Flusser Key West in Florida als Heimathafen zugewiesen. Von hier aus unternahm sie Ausbildungs- und Patrouillenfahrten im Golf von Mexiko und entlang der Ostküste der USA. Am 18. Juni 1924 verließ der Zerstörer zusammen mit einem Flottenverband (U.S. Naval Forces, Europe) Newport (Rhode Island) zu einer Auslandsreise, bei der Häfen in 15 europäischen Ländern besucht wurden. Unter anderem durchfuhr sie dabei den Nord-Ostsee-Kanal; zu den besuchten Häfen gehörte Riga in Lettland im Juli 1924 und Venedig. Die Besuche erfolgten mit den Schwesterschiffen Billingsley und Dale. Der Verband kehrte am 16. Juli 1925 nach New York zurück.
Danach übernahm die Flusser wieder ihre ursprünglichen Aufgaben als Patrouillen- und Ausbildungsschiff, unter anderem in der Weiterentwicklung von Zerstörertaktiken und der Ausbildung von Reservisten. Gemäß den Bestimmungen der Londoner Konferenz von 1930 wurde die Flusser zu den überzähligen Schiffen gerechnet und am 1. Mai 1930 in Philadelphia (Pennsylvania) außer Dienst gestellt.Dazu kamen Probleme mit den Yarrow-Kesseln etlicher bei Bethlehem gebauter Zerstörer, deren Reparatur oder Ersatz durch neue Kessel teurer und aufwendiger erschien als die Indienstnahme bislang kaum genutzter Zerstörer der Reserve.